# Жанаталап (Буландынский район)
Жанатала́п (каз. Жаңаталап) — село в Буландынском районе Акмолинской области Казахстана. Входит в состав Алтындынского сельского округа. Код КАТО — 114035500.

## География
Село расположено в восточной части района, на расстоянии примерно 40 километров (по прямой) к югу от административного центра района — города Макинск,  в 10 километрах к юго-востоку от административного центра сельского округа — села Алтынды.
Абсолютная высота — 344 метров над уровнем моря.
Ближайшие населённые пункты: село Алаколь на юго-востоке, село Каратал на севере.
Близ села проходит автомобильная дорога республиканского значения — А-1 «Астана — Петропавловск».

## Население
В 1989 году население села составляло 151 человек (из них казахи — основное население).
В 1999 году население села составляло 175 человек (98 мужчин и 77 женщин). По данным переписи 2009 года, в селе проживало 117 человек (69 мужчин и 48 женщин).
| Численность населения | Численность населения | Численность населения |
| 1989                  | 1999                  | 2009                  |
| --------------------- | --------------------- | --------------------- |
| 151                   | ↗175                  | ↘117                  |

## Улицы[5]
- ул. Акбулак
- ул. Аккайын